# Kuta Glumpang
Kuta Glumpang is een bestuurslaag in het regentschap Aceh Utara van de provincie Atjeh, Indonesië. Kuta Glumpang telt 836 inwoners (volkstelling 2010).